# Abel och Kaninerna
Abel och Kaninerna var ett folkrockband från Göteborg som bildades 1989 och upplöstes 1996.  Gruppen gav ut en vinylsingel och en cd-singel förutom två fullängdsalbum. En konsert på Nefertiti i Göteborg 1996 blev avslutningen av en lång rad konserter på festivaler, klubbar och evenemang i Sverige, Danmark, Norge, Island och Tyskland. Bandet bestod från början av de fyra medlemmarna Bo Ingvarsson, Tommy Johansson, Pelle Bolander och Rolf Syse. Sistnämnde avled i sviterna av epilepsi 1991. Då fanns endast vinylsingeln För lite kärlek utgiven. Konstellationen kompletterades kort därefter för att fortsätta i Rolf Syses anda. Så tillsattes medlemmarna Carita Jonsson,  Bengt-Olof Stahlén och Bert Leandersson. Bert slutade efter debutalbumet 1993. De övriga fortsatte till splittringen 1996.

## Medlemmar
Senaste medlemmar
- Pelle Bolander – fiol (1989–1996)
- Bo Ingvarsson – sång, gitarr (1989–1996)
- Tommy Johansson – trummor (1989–1996)
- Carita Jonsson – flöjt, dragspel (1991–1996)
- Bengt-Olof Stahlén – bas (1991–1996)

Tidigare medlemmar
- Rolf Syse – dragspel (1989–1991; död 1991)
- Bert Leandersson – mandolin, berimbau (1991–1993)

## Diskografi
Studioalbum
- 1992 – Abel & Kaninerna
- 1994 – Sömnlösa nätter och hemmagjord voodoo (med dansk/norska sångduon Tjamtjala).

EP
- 1994 – Lotus

Singlar
- 1990 – "För lite kärlek" / "Dansburken"